# Ralph Allen
Pour les articles homonymes, voir Ralph Allen (football) et Allen.
Ralph Allen, né en juillet 1693 à St Columb Major en Cornouailles et mort le 29 juin 1764 à Bath, est un entrepreneur et philanthrope britannique, connu pour ses réformes du système postal en Grande-Bretagne. Il est baptisé dans son village natal le 24 juillet 1693. Dès son adolescence, il commence à travailler dans un bureau de poste. En 1710, il se fixe à Bath dans le Somerset où il est d'abord clerc postal avant d'être nommé, en 1712 et âgé de seulement 19 ans, maître de la poste de Bath. En 1742, il est élu maire de Bath.

## Son rôle dans le développement du système postal
À l'âge de 27 ans Allen prend le contrôle des postes Cross and Bye dans le Sud-Ouest en vertu d'un contrat de sept ans avec le General Post Office, bien qu'il n'ait pas de titre officiel. À l'issue du contrat, il ne fait qu'atteindre le seuil de rentabilité sans réaliser de bénéfice, mais il a le courage de persévérer et finit par obtenir un succès étonnant. Dans les années qui suivent, il réforme le service postal. Il se rend compte que dans leur tournée, les facteurs distribuent le courrier sans être déclarés, ce qui représente un manque à gagner. Il introduit donc un système d'accusé de réception par signature (signed for system) permettant d'éviter les erreurs professionnelles. Il améliore aussi l'efficacité de la distribution postale en évitant au courrier de transiter obligatoirement par Londres.
La réputation de Ralph Allen grandit et il prend le contrôle d'une part de plus en plus importante du système postal anglais, signant des contrats tous les sept ans jusqu'à son décès survenu à 71 ans. On estime qu'il a permis de faire économiser au service postal la somme de 1,5 million de livres sur une période de 40 ans. Il obtient l'appui du Général Wade en révélant les détails du soulèvement jacobite en Cornouailles de 1715.

## Extraction de la pierre de Bath
Lorsque l'architecte John Wood vient s'établir à Bath, Allen met à profit la richesse qu'il a accumulée grâce à ses réformes postales pour devenir propriétaire des carrières de pierre de Combe Down et Bathampton. Jusqu'alors, les maçons de la carrière avaient toujours taillé la pierre de façon grossière ce qui produisait des blocs de tailles variables et de surfaces irrégulières ayant l'aspect de « gravat » (rubble). Les bâtiments utilisant ce type de matériau - construits pendant la période Stuart - sont encore visibles dans les quartiers les plus anciens de Bath.
La couleur miel caractéristique de la pierre de Bath, utilisée désormais pour construire la ville Georgienne, vaut à Allen une seconde fortune. Le bâtiment de Lilliput Alley à Bath (devenu North Parade Passage), qu'il utilise comme bureau de poste, devient sa résidence citadine et en 1727, il refait son mur de façade sud (auparavant en rubble), agrandit la maison vers le nord et y ajoute tout un nouvel étage.

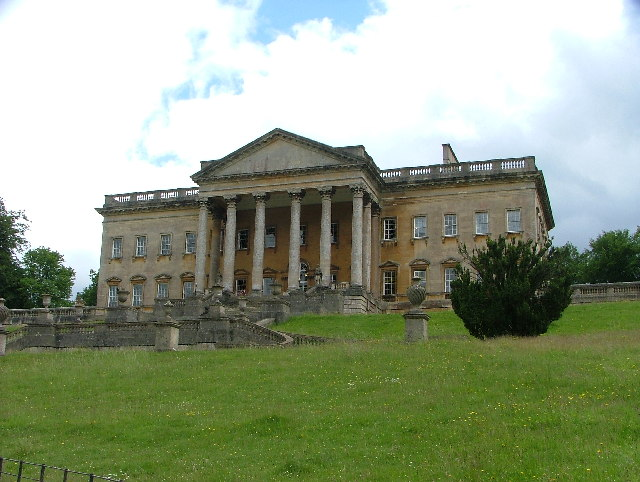
Prior Park House, la résidence de Ralph Allen à partir de 1745, en bordure de Bath.

John Wood l'Ancien y fait allusion dans son « Essai sur l'avenir de Bath » (Essay towards the future of Bath). Allen se montre habile pour mettre en avant la pierre de Bath à des fins commerciales en édifiant des bâtiments à l'ornementation élaborée à seulement quelques mètres au nord de sa maison, pour en rendre visible la qualité au public. L'extension (ainsi que Wood la désigne) devient connue sous le nom de « Maison de Ville de Ralph Allen » (Ralph Allen's Town House), mais il n'est pas sûr que ce soit Wood qui en ait conçu les plans (beaucoup d'historiens locaux estiment même que cela est peu probable),,. Allen habite cette maison jusqu'en 1745, année au cours de laquelle il déménage pour Prior Park, convertissant sa maison de ville en bureaux.

## Prior Park
En 1742, Allen confie à Robert Wood la construction d'une demeure palladienne, Prior Park, sur une colline surplombant la ville, « afin de voir tout Bath et d'être vu de tout Bath » (To see all Bath, and for all Bath to see). Il y réunit la fine fleur de la société anglaise cultivée de l'époque. Des intellectuels de la stature d'Alexander Pope y séjournent ; ce dernier consacre en 1738 un poème à Allen dans lequel, rappelant les origines modestes du philanthrope, il fait l'éloge de son hospitalité et de sa responsabilité sociale. Pope déploie ses talents de paysagiste dans la conception des jardins de Prior Park.
Tout au long de sa vie, Allen fait de la charité une règle de vie, faisant don aux œuvres caritatives de très fortes sommes d'argent. Il sera le mécène de nombreuses personnalités des milieux artistiques et littéraires parmi lesquelles plusieurs architectes : John Wood père et fils, Robert Adam, William Chambers et John Pepys ; des peintres comme Joshua Reynolds ; des écrivains comme le dramaturge John Gay, Henry Fielding ainsi que sa sœur la femme de lettres Sarah Fielding, lady Elizabeth Montagu, Charlotte Lennox.
En 1738 il finance et fournit la pierre pour la construction d'un hôpital spécialisé dans les maladies rhumatismales, l'Hôpital « de l'eau minérale » (Mineral Water Hospital). Il possède aussi une résidence d'été à Weymouth, une ville côtière d'Angleterre dans le Dorset. Cette maison domine le port au n°2 Trinity Street en face du poste de douane. Elle est signalée par une plaque en sa mémoire. Sa pierre de Bath a été utilisée pour bâtir le vieux port de Weymouth, en style georgien.

## Postérité
Ralph Allen est enterré dans une tombe surmontée d'une pyramide dans le cimetière de Claverton, dans la banlieue de Bath. Cette tombe fait l'objet d'une campagne de souscription pour financer sa restauration devenue indispensable.
Son nom a été donné à Ralph Allen Drive, une avenue qui mène au-delà de son ancienne maison de Prior Park. C'est maintenant une route fréquentée reliant le village de Combe Down au centre-ville de Bath, mais à l'origine c'était la route par laquelle les pierres des carrières de Combe Down étaient transportées sur des traîneaux de bois jusqu'à la rivière Avon.
Une des écoles secondaires d'état de la ville porte le nom de Ralph Allen School. L'ancien manoir d'Allen est devenu Prior Park College, une école privée pour élèves de 11 à 18 ans et comprend une pension pour garçons nommée Allen House.
Le centre Ralph Allen CornerStone dans le village de Combe Down a été inauguré le 15 juillet 2014. Il abrite les archives de la Société pour la mémoire de Combe Down (Combe Down Heritage Society) et fonctionne comme centre d'information communautaire dans le cadre du projet de remblaiement des anciennes carrières situées au-dessous du village.
Ralph Allen a inspiré à Henry Fielding le personnage du squire Allworthy dans son roman Tom Jones.